# Riviera Lucchese
La Riviera Lucchese o Costa Lucchese o Lido di Lucca o Marina di Lucca è una regione geografica parte della Toscana nord-occidentale, che composta dalla costa meridionale della provincia di Lucca. 
Comprende i tre comuni costieri e collinari di Viareggio, Camaiore e Massarosa. Talvolta viene confusa come parte della vicina e più nota Versilia.

## Geografia
La Riviera Lucchese si affaccia sul Mar Tosco con i territori di Viareggio e Lido di Camaiore, mentre gran parte dei territori di Camaiore e Massarosa si trovano sulle Alpi Apuane.

## Storia

### Preistoria ed Età Romana
In tempi antichi la Riviera Lucchese fu prima popolata dall'Uomo di Neandertal e poi da popoli Etruschi e Liguri.

### La nascita della Marina di Lucca

#### I continui scontri con Pisa
La Riviera Lucchese fu fondata da parte della città di Lucca che aveva bisogno di un accesso sul mare nel 1117.
Il territorio di Viareggio, negli anni successivi, fu coinvolto nelle dispute fra Pisa e Lucca per la supremazia e il controllo del territorio litorale. Tale conflitto traeva le sue origini, da una parte, dal desiderio di Lucca di avere uno sbocco sul mare e, dall'altra, da Pisa che temeva la concorrenza economica della rivale. In questi anni i feudatari viareggini sono costretti ad abdicare per fare spazio alla signoria di Castruccio Castracani. In generale fino al 1400 il territorio su cui si sarebbe sviluppata Viareggio rimase segnato da un susseguirsi di guerre e dispute minori, invasioni di eserciti e saccheggi. Oltre a tali "sciagure" determinate dall'uomo, anche la natura fece il suo corso con la pestilenza che, raccontata anche da Giovanni Boccaccio nel Decameron, interessò l'Italia intera.
Intorno al 1225, o 1226, il Comune di Lucca, con lo scopo preciso di conquistarsi un accesso sicuro al porto di Motrone, sferrò un deciso attacco ai castelli camaioresi, in gran parte alleati dei pisani, che ostacolavano questo obiettivo conquistandoli e occupandoli con la forza. Lucca provvide poi a organizzare il territorio di Camaiore in una vasta Vicaria e ad ampliare con un progetto a schema preordinato (terranuova), e contemporaneamente a Pietrasanta (costruita ex novo), il primitivo borgo di Camaiore che divenne il centro di questa estesa giurisdizione.
Nel 1374, il centro camaiorese, sempre per volontà della città madre Lucca, fu fortificato con una possente cinta muraria merlata alta circa 9 metri e dotata di 13 torrette sporgenti. Si poteva accedere al nuovo castello da quattro diversi ingressi: Porta S. Pietro o Lombricese, Porta Genovese, Porta Lucchese e Porta Pedonese. Sul lato orientale, verso Lucca, fu costruita un'alta torre racchiusa da un procinto murario.
Con lodo arbitrale di Leone X, il 10 settembre 1513, Lucca perse il controllo del porto di Motrone. Tale evento avrebbe interessato direttamente Viareggio che, da quel momento, vide concentrare gli sforzi di Lucca per farlo diventare il centro dei propri commerci. Oltre alla costruzione della nuova torre quadrata (1534) a protezione del porto, si cominciò a costruire i primi insediamenti della futura città.

#### Nascita dei comuni ed epoca napoleonica
Il 1700 fu uno dei secoli più difficili per i circa 300 abitanti della zona: la zona era insalubre, malaria e epidemie mortali rendevano la vita dei pescatori e dei contadini molto difficile. Il 1735 fu una data importante per la storia della costa meridionale lucchese, che ebbe uno sviluppo straordinario; il matematico ed ingegnere Bernardino Zendrini (per bonificare l’aria malsana, l’insabbiamento della foce e la conseguente sistemazione del porto) esegue l’abbattimento totale della macchia e la costruzione di cateratte che avrebbero impedito all’acqua di mare di entrare nei fossi e da qui nel lago. Lucca, dopo questa determinate bonifica, incentiva il trasferimento della popolazione lucchese nel nuovo borgo.
Nel 1701 Viareggio diventò comune. Nel 1739, grazie all'ingegnere idraulico Bernardino Zendrini la zona paludosa fu finalmente bonificata, il paese diventò una città dove i nobili lucchesi iniziarono a costruire i propri palazzi. Nel 1869 nasce anche il comune di Massarosa.
Con la caduta di Napoleone (che era imperatore a Lucca) Viareggio fu teatro di fatti sanguinosi. Nel marzo 1814, dopo la caduta e la fuga dei Baciocchi, i viareggini manifestarono contro i francesi. La manifestazione, però, sconfinò in atti di puro teppismo.